# 82092 Kalocsa
A 82092 Kalocsa kisbolygó, korábbi jelöléssel a 2001 DV86 egy kisbolygóövben keringő olyan égitest, amely magyar város nevét viseli. 2001. február 27-én fedezte Sárneczky Krisztián magyar csillagász és Derekas Aliz Piszkéstetőn.